# Ematurga albicans
Ematurga albicans är en fjärilsart som beskrevs av Bubacek 1924. Ematurga albicans ingår i släktet Ematurga och familjen mätare. Inga underarter finns listade i Catalogue of Life.